# Блоцкий, Сергей Михайлович
Серге́й Миха́йлович Бло́цкий (род. 2 сентября 1959) — советский белорусский легкоатлет, специалист по бегу на средние дистанции. Выступал на всесоюзном уровне в начале 1980-х годов, чемпион СССР в эстафете 4 × 800 метров, победитель первенств всесоюзного и республиканского значения. Представлял Гомель, спортивное общество «Буревестник» и Вооружённые силы. Мастер спорта СССР международного класса. Декан факультета физической культуры МГПУ им. И. П. Шамякина. Кандидат педагогических наук.

## Биография
Сергей Блоцкий родился 2 сентября 1959 года. Занимался лёгкой атлетикой в Гомеле, выступал за Белорусскую ССР, добровольное спортивное общество «Буревестник» и Советскую Армию.
Первого серьёзного успеха на всесоюзном уровне добился в сезоне 1981 года, когда на чемпионате СССР в Москве вместе с партнёрами по белорусской команде Владимиром Подоляко, Павлом Трощило и Николаем Кировым одержал победу в программе эстафеты 4 × 800 метров.
В 1982 году на чемпионате СССР в Киеве выиграл бронзовую медаль в беге на 1500 метров, уступив только Николаю Кирову и Виталию Тищенко.
В мае 1983 года на домашних соревнованиях в Стайках установил личный рекорд в беге на 800 метров — 1:46.7, тогда как в июле с личным рекордом в дисциплине 1500 метров 3:37.5 выиграл всесоюзный старт в Ленинграде.
За выдающиеся спортивные достижения удостоен почётного звания «Мастер спорта СССР международного класса».
Впоследствии работал преподавателем в Мозырском государственном педагогическом университете, автор ряда научных и методических работ, доцент, декан факультета физической культуры. Кандидат педагогических наук.